# Nikolai Anatoljewitsch Chochrjakow
Nikolai Anatoljewitsch Chochrjakow (russisch Николай Анатольевич Хохряков; * 27. Januar 1985 in Scharkan, Udmurtien) ist ein russischer Skilangläufer.

## Werdegang
Chochrjakow nimmt seit 2004 an Wettbewerben der Fédération Internationale de Ski teil. Seit 2007 tritt er vorwiegend am Eastern Europe Cup an. Dabei holte er bisher zwei Siege und belegte in der Saison 2013/14 den dritten Platz in der Gesamtwertung. Bei der Winter-Universiade 2007 in Pragelato gewann er Bronze über 30 km Freistil. Sein erstes Weltcuprennen lief er im Dezember 2007 in Rybinsk, welches er mit dem 31. Platz im 30-km-Massenstartrennen beendete. Im Januar 2009 holte er in Rybinsk mit dem 11. Rang im 15-km-Massenstartrennen seine ersten Weltcuppunkte. Bei den russischen Skilanglaufmeisterschaften 2009 in Rybinsk gewann er Bronze im 50-km-Massenstartrennen. Sein bisher bestes Weltcupeinzelergebnis erreichte er im Februar 2013 in Sotschi mit dem neunten Platz im 30-km-Skiathlon. Bei den russischen Skilanglaufmeisterschaften 2014 in Tjumen holte er Bronze im 50-km-Massenstartrennen.

## Siege bei Continental-Cup-Rennen
| Nr. | Datum            | Ort       | Disziplin       | Serie              |
| --- | ---------------- | --------- | --------------- | ------------------ |
| 1.  | 23. Februar 2014 | Syktywkar | 15 km klassisch | Eastern-Europe-Cup |
| 2.  | 26. Februar 2014 | Syktywkar | 30 km Skiathlon | Eastern-Europe-Cup |

## Weltcup-Statistik
Die Tabelle zeigt die erreichten Platzierungen im Einzelnen.
- 1.–3. Platz: Anzahl der Podiumsplatzierungen
- Top 10: Anzahl der Platzierungen unter den ersten zehn
- Punkteränge: Anzahl der Platzierungen innerhalb der Punkteränge
- Starts: Anzahl gelaufener Rennen in der jeweiligen Disziplin
- Hinweis: Bei den Distanzrennen erfolgt die Einordnung gemäß FIS.

| Platzierung               | Distanzrennen a | Distanzrennen a | Distanzrennen a | Distanzrennen a | Distanzrennen a | Skiathlon Verfolgung | Sprint | Etappen- rennen b | Gesamt | Team c | Team c  |
| Platzierung               | ≤ 5 km          | ≤ 10 km         | ≤ 15 km         | ≤ 30 km         | > 30 km         | Skiathlon Verfolgung | Sprint | Etappen- rennen b | Gesamt | Sprint | Staffel |
| ------------------------- | --------------- | --------------- | --------------- | --------------- | --------------- | -------------------- | ------ | ----------------- | ------ | ------ | ------- |
| 1. Platz                  |                 |                 |                 |                 |                 |                      |        |                   |        |        |         |
| 2. Platz                  |                 |                 |                 |                 |                 |                      |        |                   |        |        |         |
| 3. Platz                  |                 |                 |                 |                 |                 |                      |        |                   |        |        |         |
| Top 10                    |                 |                 |                 |                 |                 | 1                    |        |                   | 1      |        | 1       |
| Punkteränge               |                 |                 | 2               |                 | 2               | 3                    |        |                   | 7      |        | 1       |
| Starts                    |                 |                 | 4               | 2               | 2               | 3                    | 1      |                   | 12     |        | 1       |
| Stand: Saisonende 2013/14 |                 |                 |                 |                 |                 |                      |        |                   |        |        |         |